# Jean Bodel
Jean Bodel, někdy také Jehan Bodel (1165, Arras – 1210, Grand Val de Beaurains) byl francouzský středověký básník a dramatik, profesionální truvér.

## Život
Narodil se roku 1165 a život prožil v rodném Arrasu. Byl profesionálním truvérem a členem arraského žakéřského bratrstva. Když se chtěl roku 1202 připojit ke 4. křížové výpravě, onemocněl malomocenstvím. S přáteli se rozloučil dojemným Les Congés (Loučení) a odešel do leprosária v Grand Val de Beaurains u Arrasu, kde také roku 1210 zemřel. Jeho dílo je žánrově velmi bohaté (epika, fabliau, divadelní hry, básně a pastorály).

## Dílo
- La Chanson des Saisnes (1180 až 1202, Píseň o Sasech), chanson de geste líčící boje se Sasy, kteří se vzbouří v době výpravy Karla Velikého do Španěl. Karel Veliký pak vede christianizační tažení proti králi Guiteclinovi (což je historický Widukind). Epos patří do Karolínského (královského) cyklu a je silně poznamenán vznikajícím rytířským románem. Bodel jej napsal na základě staršího, dnes již ztraceného eposu Guiteclin de Sassoigne z poloviny 12. století, o kterém je zmínka v norském prozaickém zpracování Královského cyklu Karlamagnús saga.[4]
- Le jeu de Saint Nicolas (1194 až 1200, Hra o svatém Mikuláši), divadelní hra, uvedená arraským žakéřským bratrstvem v prosinci roku 1200, vypráví o křesťanském zajatci Saracénů, kterého zachrání Svatý Mikuláš.
- Les Congés (1202, Loučení), dojemná báseň, kterou se Bodel rozloučil s přáteli a s rodným Arrasem při odchodu do leprosária.
- Fabliau a Pastorály ((mezi lety 1180 až 1202), definitivně mu bylo připsáno devět fabliau a šest pastorál.